# Seient Sacco

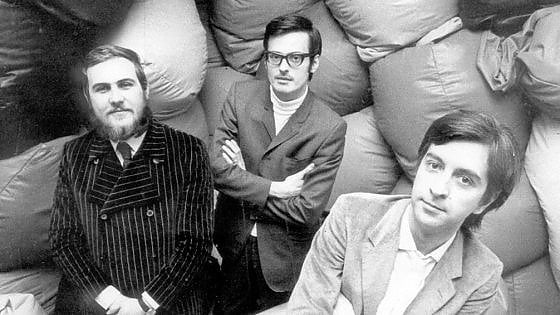
Pietro Gatti, Cesare Paolini i Franco Teodoro, autors del Sacco

El seient Sacco és un seient dissenyat per Piero Gatti (Torí, 1940-Grosseto, 2017), Cesare Paolini (Gènova, 1937-Torí, 1983) i Franco Teodoro (Torí, 1939-2005) el 1968 i produït per Zanotta, a Milà, des d'aquest mateix any fins al present. Està construït generalment amb un sac de vinil farcit de boletes de poliestirè semiexpandit. El Sacco s'adapta a totes les posicions de l'usuari. Inicialment, els seus dissenyadors havien pensat omplir-la de líquid però el pes excessiu d'aquesta solució els va portar a optar per boletes de poliestirè.
El Sacco original tenia com a protagonista un recolza caps que es va aconseguir expandint la forma que ocuparia aquesta part del cos. En els models posteriors, entre ells el produït per Zanotta, la zona destinada al capdavant no és un component diferent, si no que està integrada completament, no diferenciant-se cap part. Es va dissenyar en un immens rang de colors i, posteriorment, en diferents estampats. No obstant això, el model més comercialitzat és el de cuir, amb el qual l'objecte guanya molta durada i requereix un menys cuidat.
Va suposar al moment de la seva aparició una revolucionària proposta i una nova forma de plantejar el mobiliari enfront de la rigidesa i la normalitat imperants. S'emmarca dins de la tendència denominada antidiseño, que en contra dels preceptes racionals que defensava el moviment modern, pretenia validar l'expressió creativa individual a través del disseny.

## Premis
- Bio 5 Ljubljana, Bienal de Disseny de Liubliana, 1973
- Selecció Premio Compasso d'Oro, 1970
- M.I.A.- Mostra Internazionale dell'Arredamento, Monza, 1968
- XXVI Premio Compasso d'Oro, 2020